# Mariä Heimsuchung (Kirchwald)

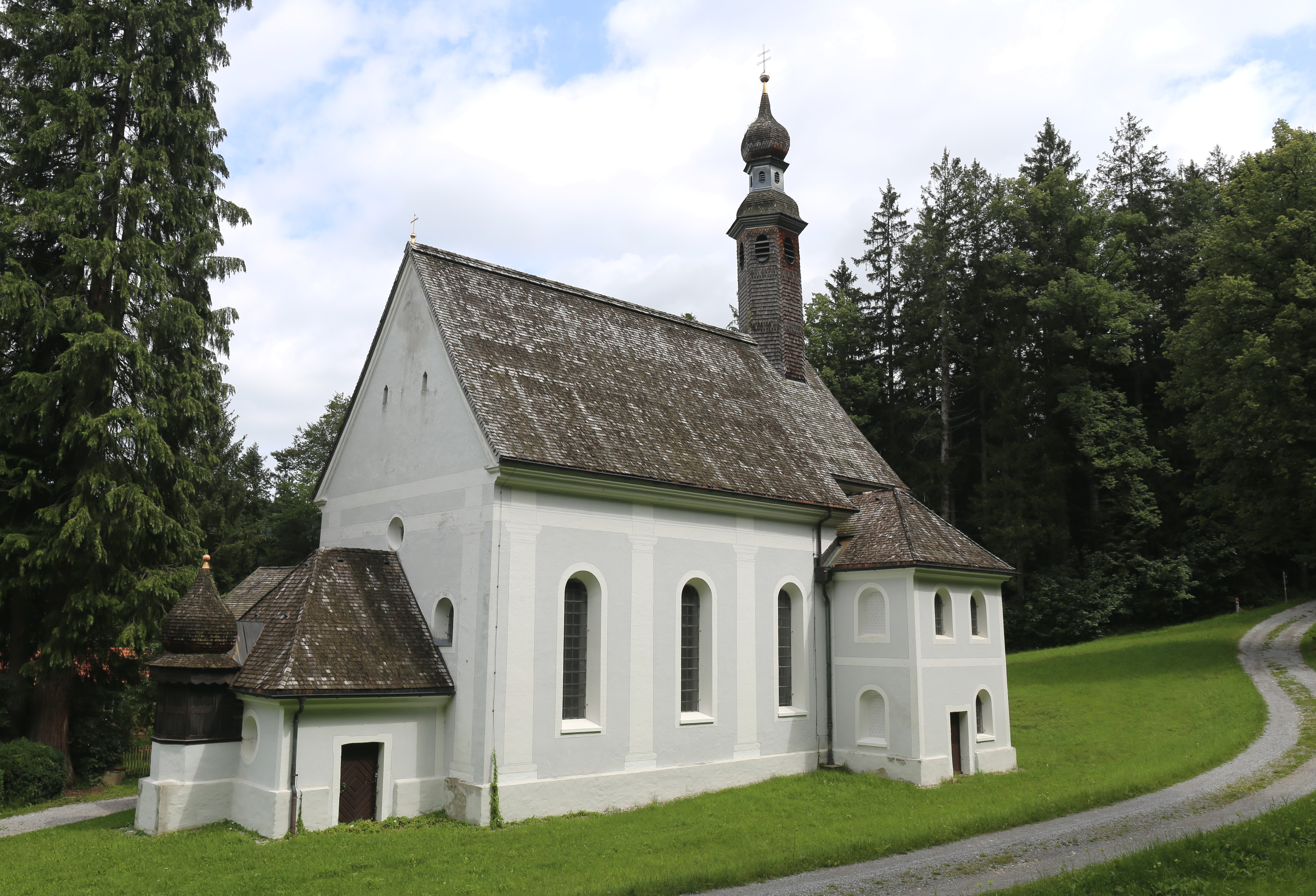
Seitenansicht der Kirche

Die Wallfahrtskirche Mariä Heimsuchung in Kirchwald, einem Ortsteil von Nußdorf am Inn, stammt von dem Aiblinger Stadtbaumeister Wolfgang Dientzenhofer (1678–1747), der auch die Pfarrkirchen in Au bei Bad Aibling, in Flintsbach und in Götting zu seinen Werken zählt. 
Die Wallfahrtskirche Mariä Heimsuchung hat die Besonderheit, eine Wallfahrtsstätte mit Einsiedelei zu sein. Von 2013 bis 2018 wurde sie vom Eremiten Bruder Clemens Wittmann OSB bewohnt, der dort eine Kerzenwerkstatt betrieb.
Politisch gehört der Kirchwald nach Nußdorf, aber er ist auch sehr eng mit dem Kirchenleben am Samerberg verbunden.

## Geschichte

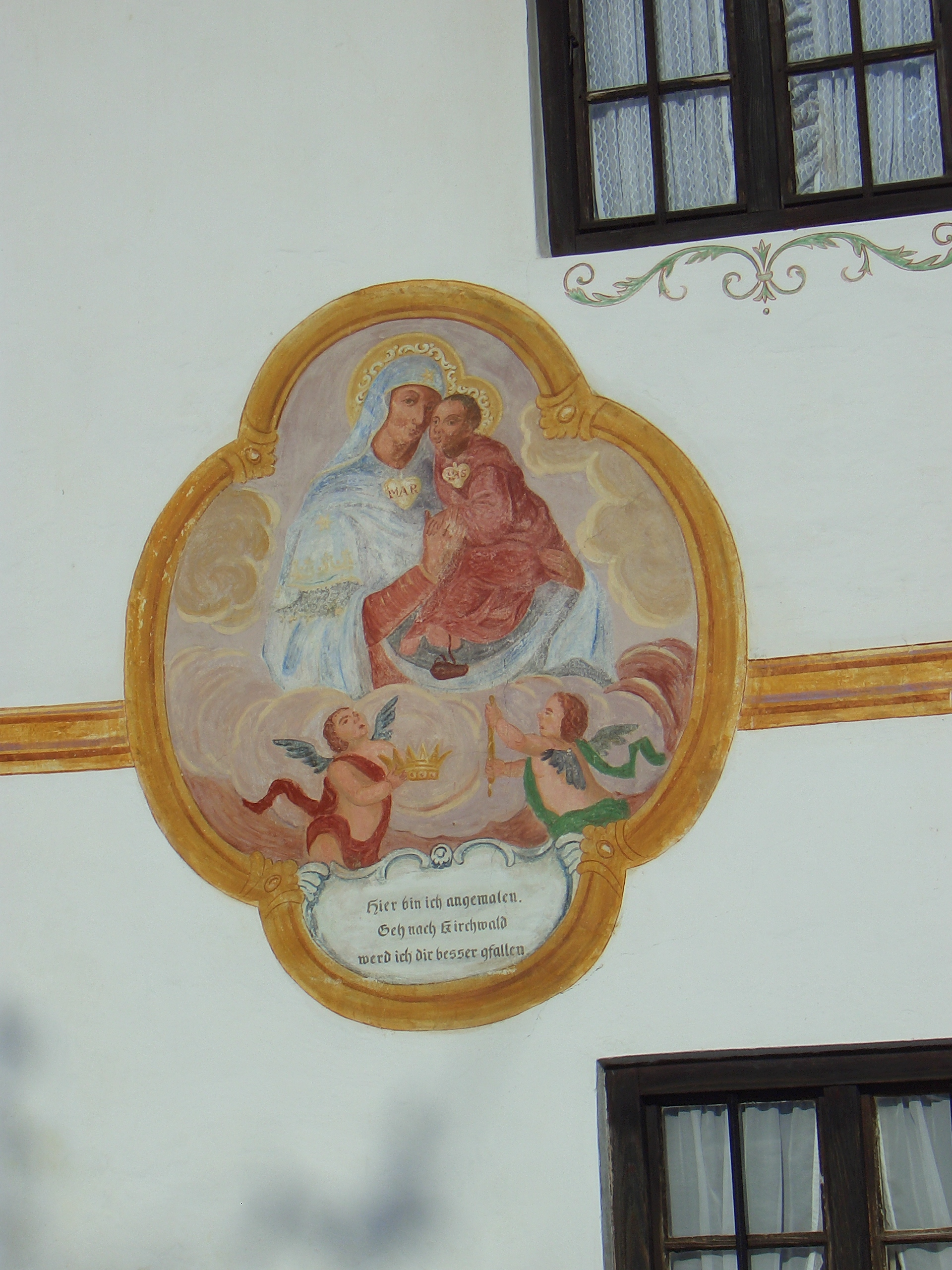
Lüftlmalerei mit offenem Schuh des Jesuskindes

Im Jahr 1644 errichtete der aus Rom zurückkehrenden Pilger Michael Schöpfl in einer Felsenhöhle unterhalb der heutigen Kirche eine Klause. Aus Rom brachte er ein Gnadenbild und Reliquien mit.
Michael Schöpfl war Tuchmachergeselle und ursprünglich Protestant. Er pilgerte 1643 während des Dreißigjährigen Krieges von Iglau in Mähren nach Rom und trat zum katholischen Glauben über. Auf dem Rückweg musste er um sein Leben bangen, weil er unter Kriegswerber geraten war, und versprach in Todesgefahr, dass er als Einsiedler Gott dienen wolle, wenn er gerettet würde.
Nach einer Legende bat er um ein Zeichen, wo er eine Kapelle bauen solle. Als er am 21. September 1644 an den Platz des jetzigen Kirchwaldes kam, sah er den Schuh des Jesuskindes auf dem Gnadenbild offen. Da wusste er, dass er hier die Kapelle bauen könne. Auf diese Legende weist eine Lüftlmalerei an einem alten Bauernhaus in der Gritschen hin.
Schöpfl richtete sich als Einsiedler im Kirchwald am Fuß des Heubergs in der Nähe einer Quelle ein. Die Quelle galt als schädlich für Mensch und Tier, doch als er geweihtes Wasser hineingoss und seine römischen Reliquien ins Wasser legte, erhörte Maria seine Gebete. Das Wasser wurde sogar heilkräftig, sodass Kranke aus der ganzen Umgebung kamen und durch das Wasser gesundeten.
Schon bald entwickelte sich eine häufig besuchte Wallfahrtsstätte. Die jetzige Kirche wurde 1720 von Wolfgang Dientzenhofer aus Aibling (nicht zu verwechseln mit Wolfgang Dientzenhofer aus St. Margarethen) erbaut. Die heutige Ausstattung entstand 1756 mit drei Altären und einer Kanzel im Rokokostil. In der Mitte des Hochaltars ist das Gnadenbild, eine Kopie der Maria Schnee aus Rom – eine byzantinische Ikone – in einen prachtvollen Strahlenkranz eingearbeitet.

## Votivtafeln

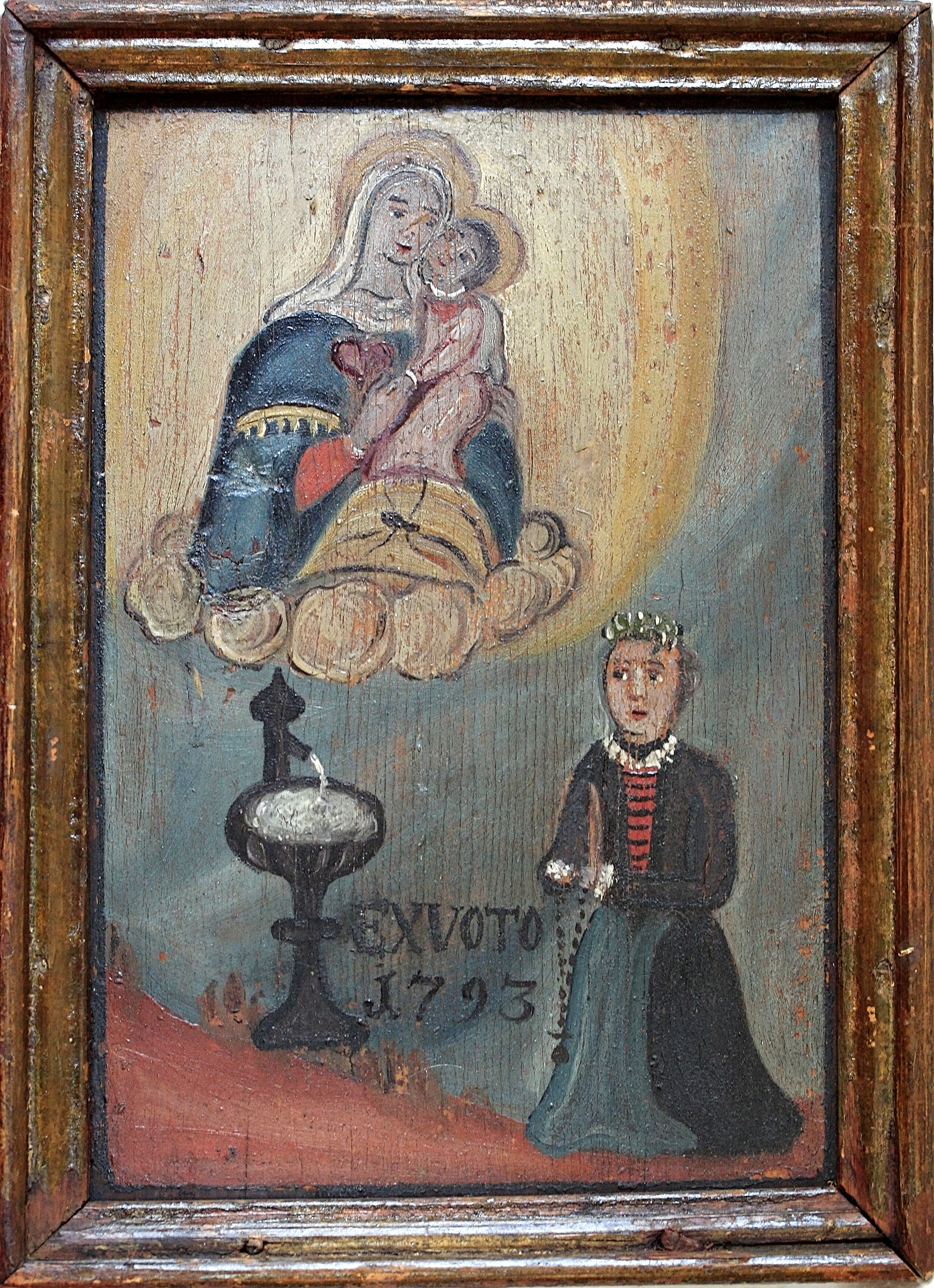
Frau vor dem Brunnen

Die Wallfahrer haben als Dank für erhörte Gebete Votivtafeln aufhängen lassen. Viele historische und neue Votivtafeln bedecken die Wände.
Votivbild Frau vor dem Brunnen: Das Votivbild mit dem Datum „1793“ zeigt eine betende Frau vor dem Brunnen, darüber die Muttergottes mit dem Kind. Offensichtlich hat im Jahre 1793 eine Frau Linderung oder Heilung durch die Quelle in Kirchwald erfahren und das durch dieses Bild zum Ausdruck gebracht. Der Künstler sowie die dargestellte Frau sind unbekannt. Das Bild hing ursprünglich in der Wallfahrtskirche. Über den Kunsthandel kam es 2011 wieder nach Nußdorf und befindet sich seitdem in Privatbesitz.

## Kreuzweg
Am Weg vom Parkplatz in der Gritschen bis zum Kirchwald sind die 14 Stationen des Kreuzweges und am Weg von Nußdorf nach Kirchwald sind schöne Tafeln der Rosenkranzgeheimnisse aufgestellt.

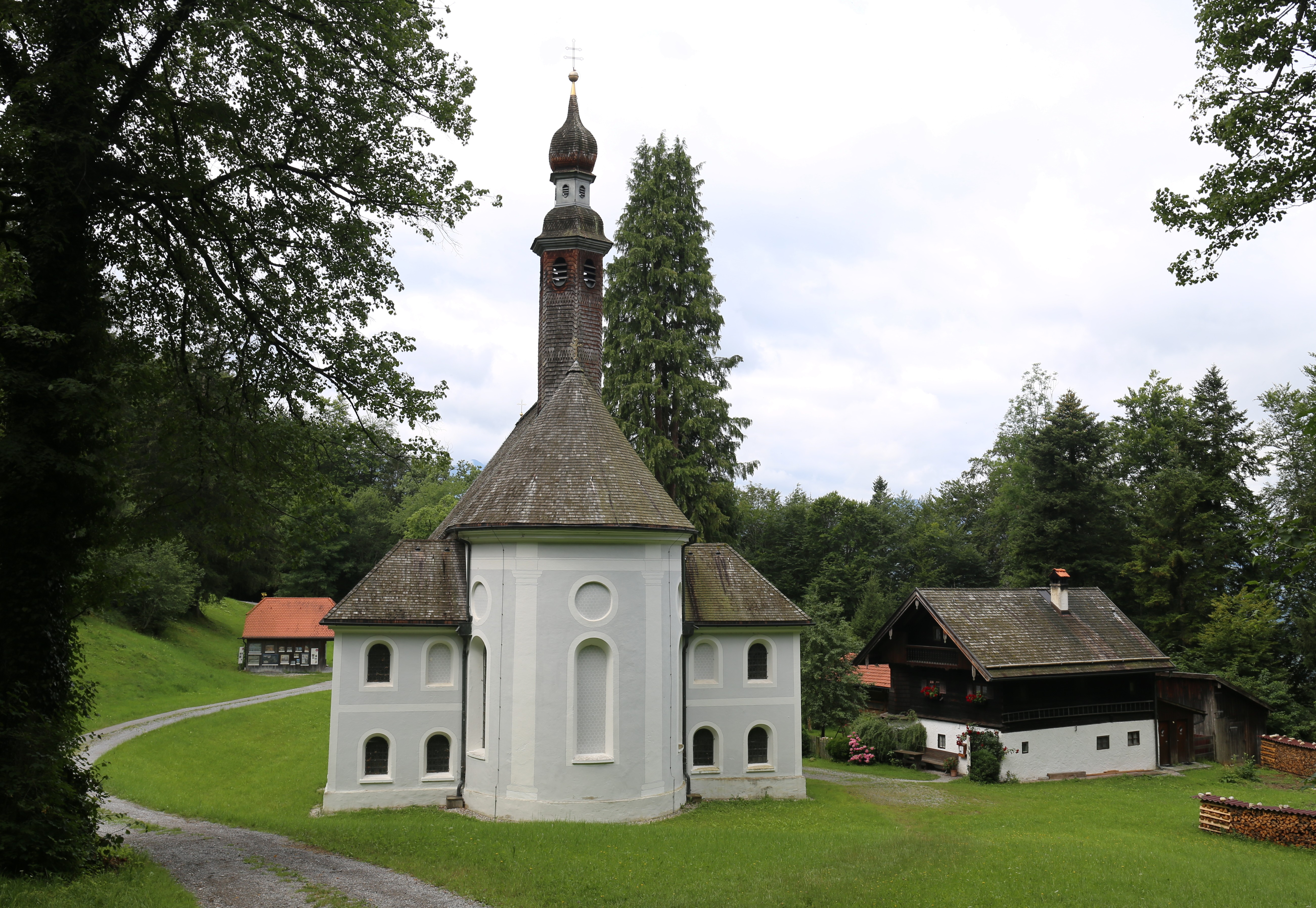
Vorderansicht
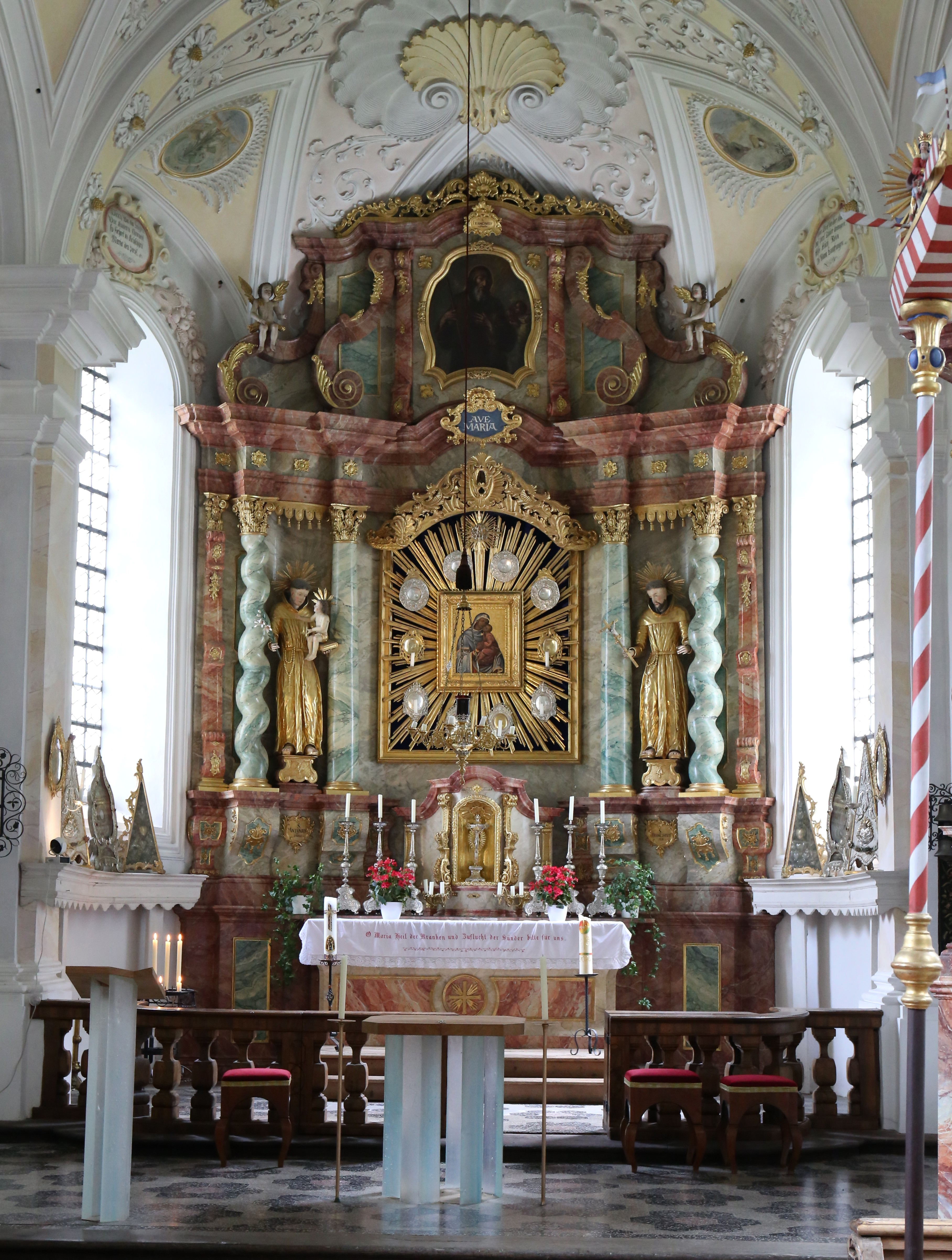
Altar
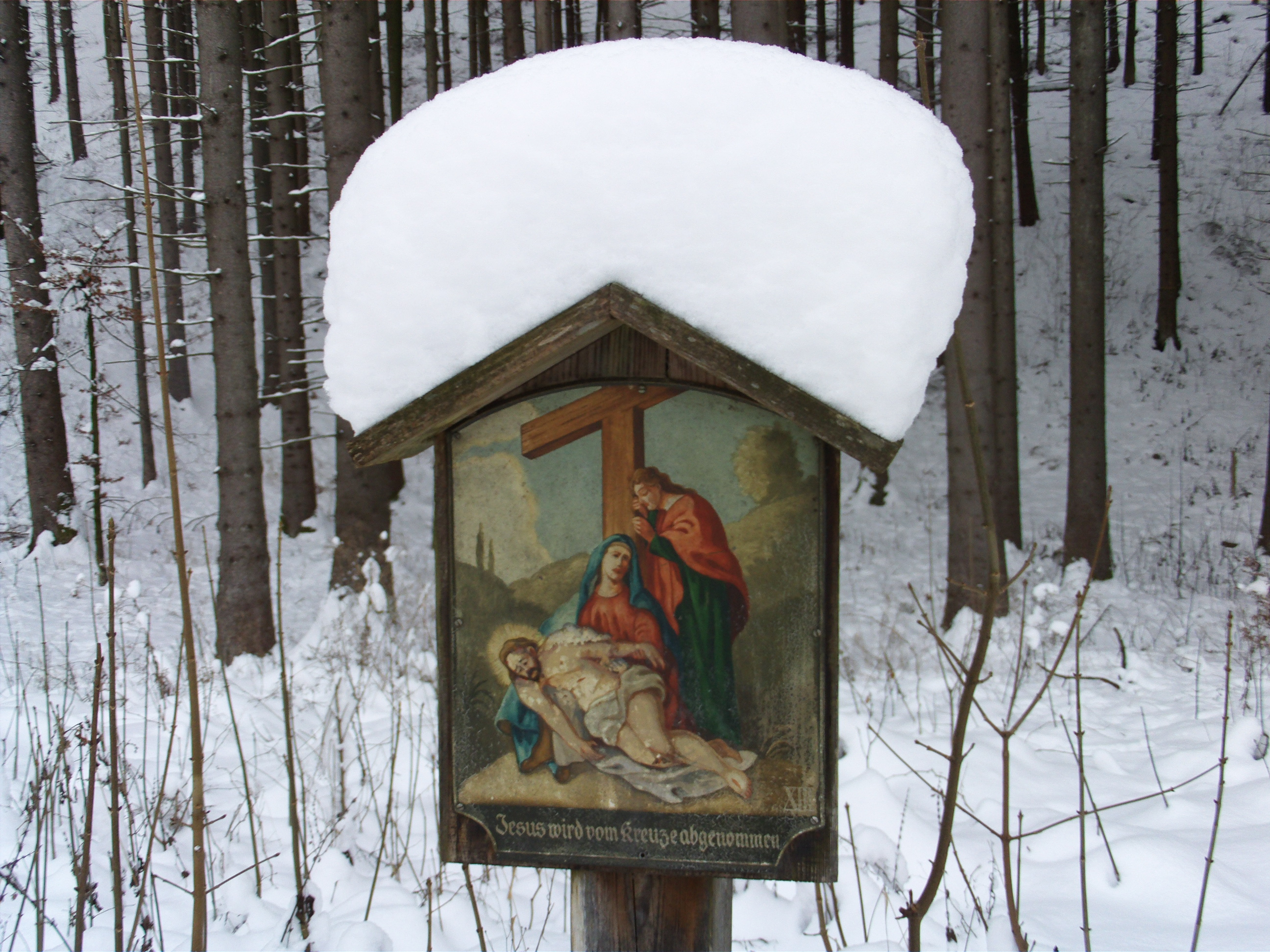
Kreuzwegstation